# Pere Pons (organista)
Pere Pons va ser un organista català possiblement originari de la ciutat de Vic.
Es coneix que l'agost del 1473 va tocar l'orgue de la catedral de Girona, substituint per malaltia el llavors organista titular Gerald Puig. El Cabildo gironí, complagut per l'actuació de Pons, va contractar els seus serveis perquè es fes càrrec de l'orgue de la catedral, però Pons va incomplir el tracte estipulat i va desaparèixer de Girona. Deu anys després, el 1483 regentava el magisteri de l'orgue de la Catedral de Vic, i va ser succeït al llarg del 1484 per Jaume Carrarachs i Pere Rusquelles successivament.